# Jo Blaauwgeers
Hermanus Jozeph (Jo) Blaauwgeers (Coevorden, 22 juni 1918 - duingebied bij Overveen, 6 juni 1944) was een Nederlands verzetsstrijder tijdens de Tweede Wereldoorlog.
Jo Blaauwgeers (‘Gert’) was in 1940 werkzaam bij de Koninklijke Marechaussee in Dinxperlo. Na de capitulatie werd hij, na een korte krijgsgevangenschap, weer als marechaussee ingezet. Eind 1942 werd Harreveld (gemeente Lichtenvoorde) zijn standplaats en hier raakte hij vanaf 1943 betrokken bij de Landelijke Organisatie voor Hulp aan Onderduikers. Blaauwgeers voorzag onderduikers van duikadressen, voedsel, kleding, bonkaarten en vervalste persoonsbewijzen en waarschuwde voor geplande razzia’s.
In het najaar van 1943 werd hij contactman van de KP-Aalten. Diverse malen reed hij, gekleed in zijn marechaussee-uniform, als begeleider mee bij KP-overvallen op distributiekantoren. Ook bracht hij geallieerde vliegeniers in veiligheid. Toen zijn collega-marechaussee C.C. Poulie een neergeschoten en opgebrachte Amerikaanse piloot liet ontvluchten, zorgde Blaauwgeers voor het verdere vervoer. Beiden doken hierna onder. Als gevolg van het verraad van de provocateur Willy Markus werd de KP-Aalten op 20 april 1944 opgerold en Blaauwgeers gearresteerd. De volgende dag werd hij naar kamp Vught overgebracht. Na op 2 juni 1944 ter dood te zijn veroordeeld, werd hij op 6 juni 1944 gefusilleerd.
Zijn tweede kind, Herma-Jozé Blaauwgeers, werd ruim zes maanden later geboren. Jo Blaauwgeers ontving postuum het Mobilisatie-Oorlogskruis (1950) en het Verzetsherdenkingskruis (1980).